# District Council of Cleve
District Council of Cleve is een Local Government Area (LGA) in de Australische deelstaat Zuid-Australië.